# Sciaphila picta
Sciaphila picta är en enhjärtbladig växtart som beskrevs av John Miers. Sciaphila picta ingår i släktet Sciaphila och familjen Triuridaceae. Inga underarter finns listade.